# Smržice
Smržice är en ort i Tjeckien.   Den ligger i regionen Olomouc, i den östra delen av landet, 200 km öster om huvudstaden Prag. Smržice ligger 223 meter över havet och antalet invånare är 1 575.
Terrängen runt Smržice är huvudsakligen platt, men åt nordväst är den kuperad. Runt Smržice är det tätbefolkat, med 411 invånare per kvadratkilometer. Närmaste större samhälle är Prostějov, 3,8 km söder om Smržice. Runt Smržice är det i huvudsak tätbebyggt.